# Rediu (Neamț)
Rediu is een Roemeense gemeente in het district Neamț.
Rediu telt 5283 inwoners.